# 온다 리쿠
온다 리쿠(일본어: 恩田 陸, Onda Riku. 1964년 10월 25일 ~ )는 일본의 소설가이다.

## 개요
1964년 미야기현 출생. 와세다대학 교육학부 졸업. 1991년 제3회 일본 판타지노벨 대상 최종후보작으로 오른 《여섯 번째 사요코》로 문단에 데뷔했다. 이후 미스터리, 판타지, SF, 호러 등의 분야를 중심으로 하면서도 결코 기존의 테두리에 사로잡히지 않는 유연하고 독자적인 작품 세계로 수많은 독자들을 매료시켜 왔다. 주요 저서로는 《빛의 제국》,《민들레 공책》,《엔드게임》,《밤의 피크닉》,《삼월은 붉은 구렁을》,《흑과 다의 환상》,《보리의 바다에 가라앉는 열매》,《황혼의 백합의 뼈》,《Q&A》,《유지니아》,《굽이치는 강가에서》 등 다수가 있다. 이중 <도코노 이야기> 시리즈 중 두 번째 이야기인 《민들레 공책》으로 제134회 나오키상 후보에 올랐다. 또한 《밤의 피크닉》은 2005년 제26회 요시카와 에이지 문학상 신인상 및 ‘서점 점원들이 가장 팔고 싶은 책’을 투표로 선정하는 제2회 서점대상을 수상했으며,《Q&A》는 2005년 제58회 일본 추리작가 협회상 후보에, 《유지니아》는 제133회 나오키상 후보에 올랐다. 또,《네버랜드》는 V6와 쟈니스주니어가 출연하는 드라마로 만들어지기도 하였다.

## 작품 목록

### 소설

###### 1992년여섯 번째 사요코(六番目の小夜子) - 2006년 12월 출간
- 1994년 구형의 계절(球形の季節) - 2007년 8월 출간
- 1994년 불안한 동화(不安な童話) - 2007년 8월 출간
- 1997년 삼월은 붉은 구렁을(三月は深き紅の淵を) - 2006년 3월 출간
- 1997년 빛의 제국(光の帝國), 도코노 이야기 - 2006년 12월 출간
- 1999년 코끼리와 귀울음(象と耳鳴り) -2008년 11월 출간
- 1999년 목요조곡(木曜組曲) - 2008년 11월 출간
- 2000년 달의 뒷면(月の裏側) - 2012년 4월 출간
- 2000년 네버랜드(ネバ-ランド) - 2006년 12월 출간
- 2000년 보리의 바다에 가라앉는 열매(麥の海に沈む果實) - 2006년 12월 출간
- 2000년 PUZZLE (パズル)
- 2000년 위와 겉1(上と外1)
- 2000년 위와 겉2(上と外2)
- 2000년 위와 겉3(上と外3)
- 2000년 라이온하트(ライオンハ-ト) - 2007년 7월 출간
- 2001년 위와 겉4(上と外4)
- 2001년 위와 겉5(上と外5)
- 2001년 위와 겉6(上と外6)
- 2001년 메이즈(メイズ) - 2008년 2월 출간
- 2001년 도미노(ドミノ) - 2010년 1월 출간
- 2001년 흑과 다의 환상(黑と茶の幻想) - 2006년 12월 출간
- 2002년 도서실의 바다(圖書室の海) - 2007년 9월 출간
- 2002년 겁진동녀(劫尽童女)
- 2002년 로미오와 로미오는 영원히(ロミオとロミオは永遠に) - 2007년 10월 출간
- 2002년 나사의 회전(ねじの回轉)
- 2002년 굽이치는 강가에서(蛇行する川のほとり) - 2006년 7월 출간
- 2003년 한낮의 달을 쫓다(まひるの月を追いかけて) - 2009년 5월 출간
- 2003년 클레오파트라의 꿈(クレオパトラの夢) - 2008년 3월 출간
- 2004년 황혼녘 백합의 뼈(黃昏の百合の骨) - 2007년 5월 출간
- 2004년 금지된 낙원(禁じられた樂園) - 2008년 8월 출간
- 2004년 Q&A - 2013년 7월 출간
- 2004년 밤의 피크닉(夜のピクニック) - 2005년 9월 출간
- 2004년 여름의 마지막 장미(夏の名殘りの薔薇) - 2010년 10월 출간
- 2005년 유지니아(ユ-ジニア) - 2007년 7월 출간
- 2005년 민들레공책(蒲公英草紙), 도코노 이야기 - 2007년 7월 출간
- 2005년 네크로폴리스(ネクロポリス) - 2008년 8월 출간
- 2005년 엔드 게임(エンド-ゲ-ム), 도코노 이야기 - 2007년 7월 출간
- 2006년 초콜릿 코스모스(チョコレ-トコスモス) - 2008년 5월 출간
- 2006년 호텔 정원에서 생긴 일(中庭の出來事) - 2007년 7월 출간
- 2007년 1001초 살인사건(朝日のようにさわやかに) - 2009년 5월 출간
- 2007년 나뭇잎 사이로 비치는 햇살 속을 헤엄치는 물고기(木洩れ日に泳ぐ魚) - 2008년 9월 출간
- 2007년 나비(いのちのパレㅡド) - 2009년 3월 출간
- 2008년 불연속 세계(不連続の世界) - 2012년 3월 출간
- 2008년 어제의 세계(きのうの世界) - 2009년 5월 출간
- 2009년 브라더 선 시스터 문(ブラザ-.サン シスタ-.ム-ン) - 2012년 1월 출간
- 2009년 방문자(訪問者)
- 2009년 6월의 밤과 낮의 사이에(六月の夜と昼のあわいに)
- 2010년 우리 집에서는 아무 일도 일어나지 않는다(私の家では何も起こらない) - 2011년 1월 출간
- 2011년 몽위(夢違) - 2014년 7월 출간
- 2012년 나와 춤을(私と踊って) - 2015년 4월 출간
- 2013년 밤의 밑은 부드러운 환상(夜の底は柔らかな幻)
- 2013년 설월화 묵시록(雪月花黙示録)
- 2014년 거울 속(かがみのなか)
- 2015년 EPITAPH 도쿄(EPITAPH 東京)
- 꿀벌과 천둥(蜜蜂と遠雷) - 2017년 7월 31일 출간

### 에세이 외・기행문
- 2005년 공포의 보수 일기: 영국・아일랜드・일본 만취 기행(「恐怖の報酬」日記 酩酊混乱紀行 イギリス・アイルランド) - 2011년 4월 출간
- 2005년 소설 이외(小說以外)
- 2009년 메갈로마니아(メガロマニア―あるいは「覆された宝石」への旅) - 2013년 8월 출간
- 2010년 토요일은 회색말(土曜日は灰色の馬) - 2014년 6월 출간
- 2011년 구석진 곳의 풍경(隅の風景) - 2013년 3월 출간
- 2011년 작가의 구복(作家の口福)

### 희곡
- 2008년 고양이와 바늘(猫と針)

### 공저
- 2007년 독서회(読書会)
- 2007년 NHK 스페셜 잃어버린 문명 잉카(NHKスペシャル 失われた文明 インカ)
- 2007년 NHK 스페셜 잃어버린 문명 마야(NHKスペシャル 失われた文明 マヤ)
- 2007년 NHK 스페셜 잃어버린 문명 안데스 미라(NHKスペシャル 失われた文明 アンデスミイラ)